# Vinzenz Geiger
Vinzenz Geiger (ur. 24 lipca 1997 w Oberstdorfie) – niemiecki dwuboista klasyczny, trzykrotny medalista olimpijski, ośmiokrotny medalista mistrzostw świata i trzykrotny medalista mistrzostw świata juniorów, zdobywca Pucharu Świata.

## Kariera
Po raz pierwszy na arenie międzynarodowej Geiger pojawił się 25 lutego 2012 roku w Kranju, gdzie w zawodach juniorskich zajął trzecie miejsce w zawodach metodą Gundersena. W lutym 2016 roku wystartował na mistrzostwach świata juniorów w Râșnovie, gdzie wywalczył srebrne medale w Gundersenie i sztafecie. Na tej samej imprezie był także siódmy w sprincie. Ponadto podczas rozgrywanych rok później mistrzostw świata juniorów w Park City zwyciężył na dystansie 5 km.
W Pucharze Świata zadebiutował 5 grudnia 2015 roku w Lillehammer, zajmując 31. miejsce w Gundersenie. Pierwsze pucharowe punkty wywalczył dzień później, 6 grudnia 2015 roku w tej samej miejscowości, zajmując 18. miejsce w tej samej konkurencji. Pierwszy raz na podium zawodów tego cyklu stanął 18 grudnia 2016 roku w Ramsau, gdzie był trzeci w Gundersenie. W zawodach tych wyprzedzili go jedynie dwaj rodacy: Eric Frenzel oraz Fabian Rießle. Kolejne miejsca na podium wywalczył w sezonie 2017/2018: 27 stycznia w Seefeld i 4 marca 2018 roku w Lahti był drugi w Gundersenie. W klasyfikacji generalnej tego sezonu zajął 12. miejsce.
W lutym 2018 roku wystartował na igrzyskach olimpijskich w Pjongczangu, gdzie wspólnie z Rießle, Frenzelem i Johannesem Rydzekiem zdobył złoty medal w sztafecie. W startach indywidualnych zajął siódme miejsce na dużej skoczni oraz dziewiąte na normalnym obiekcie.

## Osiągnięcia

### Igrzyska olimpijskie
| Miejsce | Dzień     | Rok  | Miejscowość | Konkurencja           | Wynik zwycięzcy | Strata  | Zwycięzca       |
| ------- | --------- | ---- | ----------- | --------------------- | --------------- | ------- | --------------- |
| 9.      | 14 lutego | 2018 | Pjongczang  | Gundersen HS109/10 km | 24:51,4         | +1:05,5 | Eric Frenzel    |
| 7.      | 20 lutego | 2018 | Pjongczang  | Gundersen HS140/10 km | 23:52,5         | +50,1   | Johannes Rydzek |
| 1.      | 22 lutego | 2018 | Pjongczang  | Sztafeta HS140/4x5 km | 46:09,8         | -       | -               |
| 1.      | 9 lutego  | 2022 | Zhangjiakou | Gundersen HS106/10 km | 25:07,7         | -       | -               |
| 7.      | 15 lutego | 2022 | Zhangjiakou | Gundersen HS140/10 km | 27:13,3         | +31,2   | Jørgen Graabak  |
| 2.      | 17 lutego | 2022 | Zhangjiakou | Sztafeta HS140/4x5 km | 50:45,1         | +54,9   | Norwegia        |

### Mistrzostwa świata
| Miejsce | Dzień     | Rok  | Miejscowość      | Konkurencja                    | Wynik zwycięzcy | Strata  | Zwycięzca          |
| ------- | --------- | ---- | ---------------- | ------------------------------ | --------------- | ------- | ------------------ |
| 12.     | 22 lutego | 2019 | Seefeld in Tirol | Gundersen HS130/10 km          | 23:43,0         | +1:13,2 | Eric Frenzel       |
| 14.     | 28 lutego | 2019 | Seefeld in Tirol | Gundersen HS109/10 km          | 25:01,3         | +1:20,5 | Jarl Magnus Riiber |
| 2.      | 2 marca   | 2019 | Seefeld in Tirol | Sztafeta HS109/4x5 km          | 50:15,5         | +1,0    | Norwegia           |
| 14.     | 26 lutego | 2021 | Oberstdorf       | Gundersen HS106/10 km          | 23:01,2         | +1:34,6 | Jarl Magnus Riiber |
| 2.      | 28 lutego | 2021 | Oberstdorf       | Sztafeta HS106/4x5 km          | 43:57,7         | +42,7   | Norwegia           |
| 15.     | 4 marca   | 2021 | Oberstdorf       | Gundersen HS137/10 km          | 23:11,1         | +3:00,9 | Johannes Lamparter |
| 4.      | 25 lutego | 2023 | Planica          | Gundersen HS102/10 km          | 24:36,3         | +41,4   | Jarl Magnus Riiber |
| 2.      | 26 lutego | 2023 | Planica          | Sztafeta mieszana HS102/4x5 km | 37:38,2         | +47,8   | Norwegia           |
| 2.      | 1 marca   | 2023 | Planica          | Sztafeta HS138/4x5 km          | 47:20,4         | +9,0    | Norwegia           |
| 14.     | 4 marca   | 2023 | Planica          | Gundersen HS138/10 km          | 23:42,6         | +2:21,7 | Jarl Magnus Riiber |
| 2.      | 28 lutego | 2025 | Trondheim        | Sztafeta mieszana HS102/4x5 km | 36:37,5         | +1:16,8 | Norwegia           |
| 3.      | 1 marca   | 2025 | Trondheim        | Kompakt HS102/7,5 km           | 17:13,4         | +1,1    | Jarl Magnus Riiber |
| 1.      | 7 marca   | 2025 | Trondheim        | Sztafeta HS138/4x5 km          | 50:37,7         | -       | -                  |
| 3.      | 8 marca   | 2025 | Trondheim        | Gundersen HS138/10 km          | 24:57,5         | +1:11,1 | Jarl Magnus Riiber |

### Mistrzostwa świata juniorów
| Miejsce | Dzień       | Rok  | Miejscowość | Konkurencja           | Wynik zwycięzcy | Strata  | Zwycięzca             |
| ------- | ----------- | ---- | ----------- | --------------------- | --------------- | ------- | --------------------- |
| 2.      | 23 lutego   | 2016 | Râșnov      | Gundersen HS100/10 km | 28:02,1         | +59,6   | Bernhard Flaschberger |
| 7.      | 25 lutego   | 2016 | Râșnov      | Gundersen HS100/5 km  | 11:01,5         | +57,6   | Tomáš Portyk          |
| 2.      | 26 lutego   | 2016 | Râșnov      | Sztafeta HS100/4x5 km | 48:41,4         | +1:26,3 | Austria               |
| 7.      | 31 stycznia | 2017 | Park City   | Gundersen HS100/10 km | 25:54,5         | +49,4   | Arttu Mäkiaho         |
| 5.      | 2 lutego    | 2017 | Park City   | Sztafeta HS100/4x5 km | 46:17,4         | +1:22,0 | Austria               |
| 1.      | 4 lutego    | 2017 | Park City   | Gundersen HS100/5 km  | 12:14,9         | -       | -                     |

### Puchar Świata

#### Miejsca w klasyfikacji generalnej
- sezon 2015/2016: 51.
- sezon 2016/2017: 20.
- sezon 2017/2018: 12.
- sezon 2018/2019: 5.
- sezon 2019/2020: 3.
- sezon 2020/2021: 2.
- sezon 2021/2022: 3.
- sezon 2022/2023: 7.
- sezon 2023/2024: 11.
- sezon 2024/2025: 1.

#### Miejsca na podium chronologicznie
| Nr  | Data              | Miejscowość   | Konkurencja              | Wynik zwycięzcy | Pozycja | Strata      | Zwycięzca          |
| --- | ----------------- | ------------- | ------------------------ | --------------- | ------- | ----------- | ------------------ |
| 1.  | 18 grudnia 2016   | Ramsau        | Gundersen HS98/10 km     | 22:49,4 min     | 3.      | +23,4 s     | Eric Frenzel       |
| 2.  | 27 stycznia 2018  | Seefeld       | Gundersen HS109/10 km    | 23:28,5 min     | 2.      | +1:05,5 min | Akito Watabe       |
| 3.  | 4 marca 2018      | Lahti         | Gundersen HS130/10 km    | 24:51,6 min     | 2.      | +3,4 s      | Johannes Rydzek    |
| 4.  | 13 stycznia 2019  | Val di Fiemme | Gundersen HS135/10 km    | 26:34,0 min     | 1.      | -           | -                  |
| 5.  | 27 stycznia 2019  | Trondheim     | Gundersen HS138/10 km    | 26:15,0 min     | 2.      | +1,2 s      | Jarl Magnus Riiber |
| 6.  | 2 lutego 2019     | Klingenthal   | Gundersen HS140/10 km    | 25:51,8 min     | 2.      | +0,0 s      | Jarl Magnus Riiber |
| 7.  | 30 listopada 2019 | Ruka          | Gundersen HS142/10 km    | 26:12,7 min     | 2.      | +48,8 s     | Jarl Magnus Riiber |
| 8.  | 8 grudnia 2019    | Lillehammer   | Gundersen HS140/10 km    | 29:27,4 min     | 3.      | +47,9 s     | Jarl Magnus Riiber |
| 9.  | 21 grudnia 2019   | Ramsau        | Gundersen HS98/10 km     | 27:29,1 min     | 1.      | -           | -                  |
| 10. | 22 grudnia 2019   | Ramsau        | Gundersen HS98/10 km     | 23:45,9 min     | 3.      | +4,1 s      | Jarl Magnus Riiber |
| 11. | 10 stycznia 2020  | Val di Fiemme | Gundersen HS104/10 km    | 26:10,9 min     | 2.      | +26,6 s     | Jarl Magnus Riiber |
| 12. | 11 stycznia 2020  | Val di Fiemme | Gundersen HS104/10 km    | 26:20,8 min     | 1.      | -           | -                  |
| 13. | 31 stycznia 2020  | Seefeld       | Gundersen HS109/5 km     | 11:35,5 min     | 2.      | +44,3 s     | Jarl Magnus Riiber |
| 14. | 1 lutego 2020     | Seefeld       | Gundersen HS109/10 km    | 23:28,3 min     | 3.      | +1:09,5 min | Jarl Magnus Riiber |
| 15. | 2 lutego 2020     | Seefeld       | Gundersen HS109/15 km    | 36:00,3 min     | 3.      | +50,6 s     | Jarl Magnus Riiber |
| 16. | 1 marca 2020      | Lahti         | Gundersen HS130/10 km    | 25:41,1 min     | 3.      | +7,9 s      | Akito Watabe       |
| 17. | 19 grudnia 2020   | Ramsau        | Gundersen HS98/10 km     | 23:55,6 min     | 1.      | -           | -                  |
| 18. | 20 grudnia 2020   | Ramsau        | Gundersen HS98/10 km     | 23:28,8 min     | 1.      | -           | -                  |
| 19. | 15 stycznia 2021  | Val di Fiemme | Gundersen HS104/10 km    | 28:56,1 min     | 3.      | +9,8 s      | Jarl Magnus Riiber |
| 20. | 17 stycznia 2021  | Val di Fiemme | Gundersen HS104/10 km    | 27:16,1 min     | 3.      | +0,1 s      | Jarl Magnus Riiber |
| 21. | 29 stycznia 2021  | Seefeld       | Gundersen HS109/5 km     | 11:32,2 min     | 3.      | +45,0 s     | Jarl Magnus Riiber |
| 22. | 6 lutego 2021     | Klingenthal   | Gundersen HS140/10 km    | 24:59,6 min     | 1.      | -           | -                  |
| 23. | 7 lutego 2021     | Klingenthal   | Gundersen HS140/10 km    | 23:28,0 min     | 1.      | -           | -                  |
| 24. | 27 listopada 2021 | Ruka          | Gundersen HS142/10 km    | 26:11,0 min     | 3.      | +2,3 s      | Terence Weber      |
| 25. | 18 grudnia 2021   | Ramsau        | Gundersen HS98/10 km     | 24:02,0 min     | 2.      | +28,0 s     | Jarl Magnus Riiber |
| 26. | 19 grudnia 2021   | Ramsau        | Gundersen HS98/10 km     | 23:58,0 min     | 2.      | +15,3 s     | Jarl Magnus Riiber |
| 27. | 8 stycznia 2022   | Val di Fiemme | Gundersen HS106/10 km    | 25:49,8 min     | 2.      | +16,5 s     | Johannes Lamparter |
| 28. | 9 stycznia 2022   | Val di Fiemme | Gundersen HS106/10 km    | 26:14,5 min     | 1.      | -           | -                  |
| 29. | 28 stycznia 2022  | Seefeld       | Gundersen HS109/7,5 km   | 19:03,8 min     | 2.      | +25,4 s     | Jarl Magnus Riiber |
| 30. | 29 stycznia 2022  | Seefeld       | Gundersen HS109/10 km    | 24:49,3 min     | 1.      | -           | -                  |
| 31. | 27 lutego 2022    | Lahti         | Gundersen HS130/10 km    | 23:45,9 min     | 2.      | +27,1 s     | Jarl Magnus Riiber |
| 32. | 13 marca 2022     | Schonach      | Gundersen HS100/10 km    | 24:23,9 min     | 3.      | +5,1 s      | Jarl Magnus Riiber |
| 33. | 3 grudnia 2022    | Lillehammer   | Gundersen HS98/10 km     | 24:04,7 min     | 3.      | +39,2 s     | Jens Lurås Oftebro |
| 34. | 4 grudnia 2022    | Lillehammer   | Gundersen HS140/10 km    | 24:49,2 min     | 3.      | +1:02,7 min | Jarl Magnus Riiber |
| 35. | 16 grudnia 2022   | Ramsau        | Gundersen HS98/10 km     | 24:15,4 min     | 3.      | +8,0 s      | Jarl Magnus Riiber |
| 36. | 17 grudnia 2022   | Ramsau        | Gundersen HS98/10 km     | 25:06,0 min     | 1.      | -           | -                  |
| 37. | 28 stycznia 2023  | Seefeld       | Gundersen HS109/10 km    | 25:19,2 min     | 2.      | +20,3 s     | Johannes Lamparter |
| 38. | 12 marca 2023     | Oslo          | Gundersen HS134/10 km    | 22:45,7 min     | 2.      | +1:32,7 min | Jarl Magnus Riiber |
| 39. | 29 listopada 2024 | Ruka          | Kompakt HS142/7,5 km     | 19:05,9 min     | 2.      | +2,0 s      | Jarl Magnus Riiber |
| 40. | 30 listopada 2024 | Ruka          | Gundersen HS142/10 km    | 23:56,8 min     | 3.      | +1:00,8 min | Johannes Rydzek    |
| 41. | 1 grudnia 2024    | Ruka          | Start masowy HS142/10 km | 155,4 pkt       | 1.      | -           | -                  |
| 42. | 8 grudnia 2024    | Lillehammer   | Kompakt HS140/7,5 km     | 17:44,0 min     | 1.      | -           | -                  |
| 43. | 21 grudnia 2024   | Ramsau        | Gundersen HS98/10 km     | 24:10,3 min     | 1.      | -           | -                  |
| 44. | 19 stycznia 2025  | Schonach      | Kompakt HS100/8 km       | 19:02,2 min     | 3.      | +24,3 s     | Johannes Lamparter |
| 45. | 1 lutego 2025     | Seefeld       | Kompakt HS109/7,5 km     | 17:20,1 min     | 3.      | +3,2 s      | Jens Lurås Oftebro |
| 46. | 2 lutego 2025     | Seefeld       | Gundersen HS109/12,5 km  | 30:12,8 min     | 1.      | -           | -                  |
| 47. | 7 lutego 2025     | Otepää        | Start masowy HS97/10 km  | 137,0 pkt       | 3.      | -10,6 pkt   | Jarl Magnus Riiber |
| 48. | 8 lutego 2025     | Otepää        | Gundersen HS97/10 km     | 24:28,0 min     | 1.      | -           | -                  |
| 49. | 9 lutego 2025     | Otepää        | Kompakt HS97/7,5 km      | 16:53,5 min     | 1.      | -           | -                  |
| 50. | 15 marca 2025     | Oslo          | Gundersen HS134/10 km    | 22:33,6 min     | 1.      | -           | -                  |
| 51. | 16 marca 2025     | Oslo          | Kompakt HS134/7,5 km     | 17:11,3 min     | 2.      | +15,3 s     | Ilkka Herola       |

### Puchar Kontynentalny

#### Miejsca w klasyfikacji generalnej
- sezon 2014/2015: 67.
- sezon 2015/2016: 7.

#### Miejsca na podium chronologicznie
| Nr | Data           | Miejscowość | Konkurencja           | Wynik zwycięzcy | Pozycja | Strata | Zwycięzca       |
| -- | -------------- | ----------- | --------------------- | --------------- | ------- | ------ | --------------- |
| 1. | 6 lutego 2016  | Planica     | Gundersen HS139/10 km | 24:31,6 min     | 2.      | +1,6 s | Lukas Greiderer |
| 2. | 13 lutego 2016 | Ramsau      | Gundersen HS109/10 km | 22:38,7 min     | 1.      | -      | -               |
| 3. | 14 lutego 2016 | Ramsau      | Gundersen HS109/10 km | 23:05,6 min     | 1.      | -      | -               |

### Letnie Grand Prix

#### Miejsca w klasyfikacji generalnej
- 2015: 23.
- 2016: 36.
- 2017: (28.)[13]
- 2018: (6.)[14]
- 2019: (24.)[15]
- 2021: (4.)[16]
- 2022: (32.)[17]
- 2023: (53.)[18]
- 2024: niesklasyfikowany

#### Miejsca na podium chronologicznie
| Nr | Data             | Miejscowość    | Konkurencja           | Wynik zwycięzcy | Pozycja | Strata | Zwycięzca       |
| -- | ---------------- | -------------- | --------------------- | --------------- | ------- | ------ | --------------- |
| 1. | 24 sierpnia 2018 | Oberstdorf     | Gundersen HS137/10 km | 27:19,7         | 1.      | -      | -               |
| 2. | 29 sierpnia 2021 | Oberhof        | Gundersen HS140/10 km | 21:44,7         | 2.      | +0,2   | Johannes Rydzek |
| 3. | 1 września 2021  | Oberwiesenthal | Gundersen HS105/10 km | 21:38,3         | 1.      | -      | -               |